# Jiří Novák (homme politique)
Pour les articles homonymes, voir Jiří Novák et Novák.
Jiří Novák, né le 11 avril 1950 à Hranice, est un avocat et homme politique tchèque, anciennement membre de l'Union de la liberté – Union démocratique.